# 大帆石
大帆石岛，地理坐标为北纬21°27'42"，东经112°21'30"，隶属中国台山市，台山市西南部海域27.4公里处。该岛比附近小帆石大，因此得名，因在东面，又称“东帆”，附近还有“海兔石”。面积0.0065平方公里。南北长150米，宽65米，高44米。该岛有淡水，但没有植被。
- 1987年，在大帆石附近海域发现了宋元时期沉船“南海一号”，并被整体打捞。
- 1996年，中国政府发布关于领海范围的声明，大帆石是中国领海基点之一。